# Gunnar Lindahl
Karl Gunnar Lindahl, född 15 juni 1899 i Visby församling, Gotlands län, död 9 september 1968 i Fryksände församling, Värmlands län, var en svensk läkare.
Gunnar Lindahl var son till fängelsedirektören Carl Lindahl och Carolina Arfwedson, yngre bror till Erik Lindahl och Helge Lindahl samt farbror till Nobelpristagaren Tomas Lindahl. 
Efter studentexamen i Jönköping 1917 följde akademiska studier, genom vilka han blev medicine kandidat vid Lunds universitet 1921 och medicine licentiat vid Karolinska Institutet i Stockholm 1925. Han var underläkare vid Söderhamns lasarett 1926–1929, andre underläkare vid kirurgiska avdelningen på Stocksunds lasarett 1929–1931 och underläkare vid kirurgiska avdelningen på S:t Görans sjukhus 1931–1932. Han tjänstgjorde sedan på olika avdelningar vid Sahlgrenska sjukhuset 1933–1941 innan han 1941 blev lasarettsläkare och styresmaen vid Torsby lasarett. Han pensionerades därifrån 1964. Gunnar Lindahl författade skrifter i kirurgi och var riddare av Nordstjärneorden (RNO).
Han gifte sig 1956 med Blanche Lundh (1915–2003), dotter till köpmannen Thore Lundh och hans hustru Gurli Lundh. Han är begravd på Fryksände kyrkogård i Värmland.